# Шьющая женщина
«Шьющая женщина» — картина Поля Гогена, написанная в 1880 году в Париже. В настоящее время она находится в коллекции Новой глиптотеке Карлсберга в Копенгагене. На картине изображена молодая женщина, которая расправляет одежду в неприкрытой наготе.

## История
Картина шьющей обнажённой женщины, сидящей на краю кровати, является довольно необычной для творчества Гогена. Она отличается от идеализированных изображений женщины того периода. На полотне изображена молодая брюнетка, слегка склонившаяся над шитьём так, что становятся заметны складки на её животе. Женщина сидит на белых льняных простынях, за её спиной лежат синее и зелёное покрывала, а на стене висит полосатый ковёр и мандолина, которые встречаются и в других картинах Гогена. Голубые, зелёные и белые тона ковра гармонируют с цветовой гаммой картины. Это один из ранних примеров интереса Гогена к изображению узоров и структуры ткани.
Источником вдохновения Гогена вероятно явился приобретённый им в том же году рисунок Эдуарда Мане «Вязанье» (1879), где изображена работающая одетая женщина в похожей позе. Сходный сюжет можно встретить и в картине Писсарро «Портрет мадам Писсарро, шьющей у окна».
Остаётся неизвестным, кем была модель, изображённая на картине. Исследователи биографии Поля Гогена считают, что это была горничная родителей художника, другие исследователи думают, что для Гогена позировала профессиональная натурщица.
«Шьющая женщина» была выставлена в Копенгагене и была приобретена Теодором Филипсеном у жены Гогена Метте в 1892 году. Филипсен сначала хотел передать картину в Лувр, но потом отказался от своего намерения и пожертвовал её Королевскому музею изящных искусств в Копенгагене (1920). В настоящее время картина выставлена в Новой глиптотеке Карлсберга. Инвентарный номер — MIN smk-3453.